# Ying Qianli
 (mai 2019).
Si vous disposez d'ouvrages ou d'articles de référence ou si vous connaissez des sites web de qualité traitant du thème abordé ici, merci de compléter l'article en donnant les références utiles à sa vérifiabilité et en les liant à la section « Notes et références ».
Ying Qianli (chinois : 英千里 ; pinyin : yīng qiānlǐ ; nom latin : Ignatus), né le 11 novembre 1900, à Pékin, sous la dynastie Qing, et décédé le 8 octobre 1969, à Taipei sous la République de Chine (Taïwan), est une personnalité mandchoue importante du clergé catholique chinois.
Il est le fils de Ying Lianzhi, fondateur en 1902 du plus ancien journal en chinois existant encore à ce jour, le Ta Kung Pao, et la même année du premier journal catholique en chinois, avec le prêtre belge lazariste, Vincent Lebbe. Ce prêtre participe à l'éducation de Ying Qianli. Sa sœur, Ying Yin devient une actrice de cinéma célèbre dans les années 1930 et 1940.
Il écrit The Nestorian tablet at Sianfu, publié en 1929